# ليلي بينتويتش
ليلي بينتويتش (بالإنجليزية: Lilly Bentwitch)‏ مواليد 14 نوفمبر 1983، هي لاعبة كرة يد أسترالية تلعب كجناح أيسر. مثلت منتخب أستراليا لكرة اليد للسيدات.

## سجل المنافسة
شاركت في البطولات التالية:
- بطولة العالم لكرة اليد للسيدات 2013